# Osvaldo Zambrana
Osvaldo Ronald Zambrana Enríquez (auch Oswaldo, Schreibweise des Weltschachverbandes FIDE; * 7. Juli 1981 in Sucre) ist ein bolivianischer Schachspieler.
Zambrana, der Schach im Alter von neun Jahren lernte, ist der erste und einzige Schachspieler Boliviens, dem es gelang, Großmeister (GM) zu werden. Die erste GM-Norm erreichte er im August 2004 in Santos, Brasilien beim 4. Internationalen Mario Covas-Turnier. Die zweite Norm erreichte er im Juli 2005 beim 10. Ciutat de Balaguer-Turnier in Balaguer (Lleida). Die dritte Norm für den Großmeistertitel erreichte er im Dezember 2005 beim Las Palmas Open in Las Palmas de Gran Canaria. Er konnte den Titel jedoch erst im Januar 2007 erhalten, da er noch nicht die notwendige Elo-Zahl von 2500 erreicht hatte. Den Titel Internationaler Meister (IM) hatte er im Februar 2004 erhalten. Die IM-Normen erfüllte er im Mai 2002 beim Capablanca Memorial in Havanna, im Mai 2003 beim Guillermo García-Turnier in der Provinz Villa Clara und im September 2003 beim Zonenturnier der Zone 2.4 in São Paulo.
Für Bolivien nahm er von 1998 bis 2008 an allen sechs Schacholympiaden sowie an den Schacholympiaden 2012 und 2014 teil. Bei der Schacholympiade 2000 in Istanbul erhielt er als titelloser Spieler die Silbermedaille für sein Ergebnis von 7 aus 9 am dritten Brett. Im Dezember 2006 gewann er das Memorial Raul Monroy Vizcarra in Santa Cruz mit einem Ergebnis von 9 aus 9.